# Craterispermum reticulatum
Craterispermum reticulatum är en måreväxtart som beskrevs av De Wild.. Craterispermum reticulatum ingår i släktet Craterispermum och familjen måreväxter.
Artens utbredningsområde är Kongo-Kinshasa. Inga underarter finns listade i Catalogue of Life.